# Baltanás
Baltanás è un comune spagnolo di 1 496 abitanti situato nella comunità autonoma di Castiglia e León.